# Caligus
Caligus är ett släkte av kräftdjur som beskrevs av Otto Friedrich Müller 1785. Caligus ingår i familjen Caligidae.

## Bildgalleri

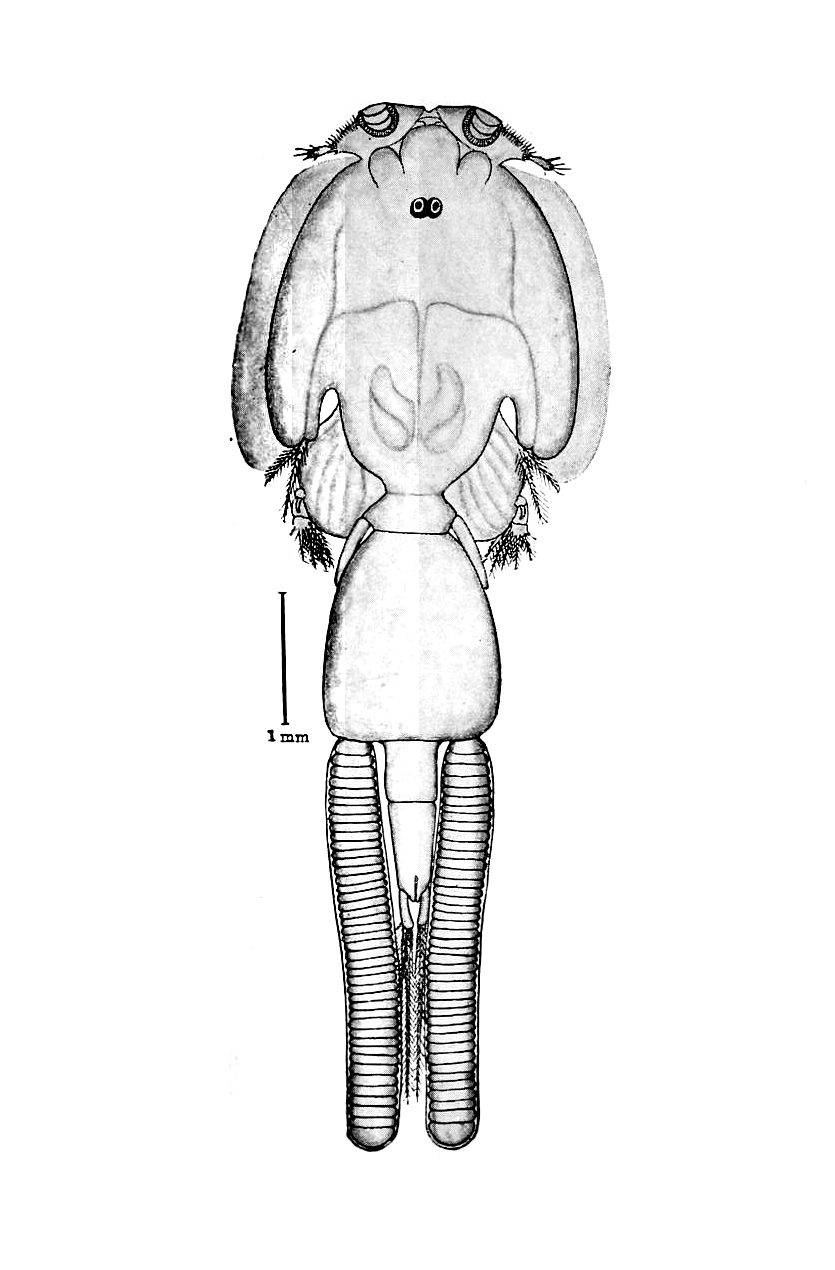

## Dottertaxa tillCaligus, i alfabetisk ordning[1][2]
- Caligus asymmetricus
- Caligus atromaculatus
- Caligus auxisi
- Caligus balistae
- Caligus belones
- Caligus berychis
- Caligus bifurcatus
- Caligus bonito
- Caligus brevicaudatus
- Caligus centrodonti
- Caligus chelifer
- Caligus chorinemi
- Caligus clemensi
- Caligus confusus
- Caligus constrictus
- Caligus coryphaenae
- Caligus curtus
- Caligus diaphamus
- Caligus diaphanus
- Caligus elongatus
- Caligus flexispina
- Caligus germoi
- Caligus glandifer
- Caligus gurnardi
- Caligus haemulonis
- Caligus hobsoni
- Caligus hyalinae
- Caligus irritans
- Caligus isonyx
- Caligus kala
- Caligus kalumai
- Caligus kapuhili
- Caligus klawei
- Caligus labracis
- Caligus lacustris
- Caligus ligatus
- Caligus longipedis
- Caligus lunatus
- Caligus macarovi
- Caligus minimus
- Caligus mutabilis
- Caligus olsoni
- Caligus orientalis
- Caligus patulus
- Caligus pectinatus
- Caligus pelamydis
- Caligus platytarsis
- Caligus praetextus
- Caligus productus
- Caligus punctatus
- Caligus quadratus
- Caligus randalli
- Caligus rectus
- Caligus robustus
- Caligus rogercresseyi
- Caligus rufimaculatus
- Caligus schistonyx
- Caligus serratus
- Caligus spinosurculus
- Caligus suffuscus
- Caligus tenax
- Caligus tenuicaudatus
- Caligus tenuifurcatus
- Caligus validus
- Caligus ventrosetosus
- Caligus wilsoni
- Caligus zei